# Szakagucsi Mizuho
Szakagucsi Mizuho (阪口 夢穂; Hepburn: Sakaguchi Mizuho) (Szakai, 1987. október 15. –) japán válogatott labdarúgó.

## Klub
A labdarúgást a Speranza FC Takatsuki csapatában kezdte. 2006-ban a Tasaki Perule FC csapatához szerződött. 56 bajnoki mérkőzésen lépett pályára és 15 gólt szerzett. 2009 az Egyesült Államokban játszott. 2010-ben visszatért Japánba az Albirex Niigata csapatához. 2012-ben a Nippon TV Beleza csapatához szerződött. 2015-ben, 2016-ban és 2017-ben a liga legértékesebb játékosának választották.

## Nemzeti válogatott
2006-ban debütált a japán válogatottban. A japán válogatott tagjaként részt vett a 2007-es, a 2011-es, 2015-ös világbajnokságon, a 2008. évi és a 2012. évi nyári olimpiai játékokon. A japán válogatottban 124 mérkőzést játszott.

## Statisztika
| Japán válogatott | Japán válogatott | Japán válogatott |
| Időszak          | Mérk.            | gól              |
| ---------------- | ---------------- | ---------------- |
| 2006             | 7                | 10               |
| 2007             | 5                | 3                |
| 2008             | 17               | 1                |
| 2009             | 0                | 0                |
| 2010             | 4                | 1                |
| 2011             | 14               | 1                |
| 2012             | 14               | 1                |
| 2013             | 7                | 1                |
| 2014             | 17               | 8                |
| 2015             | 12               | 2                |
| 2016             | 6                | 0                |
| 2017             | 13               | 0                |
| 2018             | 8                | 1                |
| Összesen         | 124              | 29               |

## Sikerei, díjai
Japán válogatott
- Olimpiai játékok:  Ezüst; 2012
- Világbajnokság:  Arany; 2011,  Ezüst; 2015
- Ázsia-kupa:  Arany; 2014, 2018,  Bronz; 2008

Klub
- Japán bajnokság: 2007, 2015, 2016, 2017, 2018

Egyéni
- Az év Japán játékosa: 2015, 2016, 2017
- Az év Japán csapatában: 2007, 2011, 2013, 2014, 2015, 2016, 2017